# Kamienica przy ulicy Miodowej 29 w Krakowie
Kamienica przy ulicy Miodowej 29 – zabytkowa kamienica znajdująca się w Krakowie, w dzielnicy I przy ul. Miodowej, na Kazimierzu.
Kamienica została wzniesiona w 1898 roku. Zaprojektowana została przez Adama Dębskiego. W 1927 roku budynek został nadbudowany zgodnie z projektem Zygmunta Prokesza.
Kamienica znajduje się na obszarze Kazimierza, którego układ urbanistyczny został wpisany 23 marca 1934 do rejestru zabytków. Budynek znajduje się także w gminnej ewidencji zabytków.